# Xã Orange, Quận Clark, Illinois
Xã Orange (tiếng Anh: Orange Township) là một xã thuộc quận Clark, tiểu bang Illinois, Hoa Kỳ. Năm 2010, dân số của xã này là 230 người.